# Carlos Quintero
Carlos Quintero (27 de septiembre de 1982, Guayaquil, Ecuador) es un exfutbolista ecuatoriano.

## Clubes
| Club                       | País    | Año       | PJ | Goles |
| -------------------------- | ------- | --------- | -- | ----- |
| Rocafuerte FC              | Ecuador | 2002-2004 | 60 | 50    |
| Tungurahua SC              | Ecuador | 2005      | 33 | 17    |
| Olmedo                     | Ecuador | 2006-2008 | 38 | 3     |
| Liga de Portoviejo         | Ecuador | 2008      | 17 | 4     |
| Rocafuerte FC              | Ecuador | 2009      | 28 | 7     |
| Pelileo SC                 | Ecuador | 2010      | 13 | 16    |
| Macará                     | Ecuador | 2011-2012 | 84 | 41    |
| Barcelona SC               | Ecuador | 2013-2014 | 16 | 1     |
| Mushuc Runa                | Ecuador | 2014      | 14 | 5     |
| Técnico Universitario      | Ecuador | 2014      | 16 | 8     |
| Independiente del Valle    | Ecuador | 2015      | 17 | 4     |
| Mushuc Runa S.C.           | Ecuador | 2016      | 44 | 22    |
| Club Deportivo El Nacional | Ecuador | 2017      | 14 | 2     |
| Mushuc Runa S.C.           | Ecuador | 2018      | 44 | 22    |
| El Globo                   | Ecuador | 2019      | 0  | 0     |

## Palmarés

### Campeonatos nacionales
| Título             | Club        | País    | Año  |
| ------------------ | ----------- | ------- | ---- |
| Serie B de Ecuador | Mushuc Runa | Ecuador | 2018 |

### Distinciones individuales
| Distinción                        | Año  |
| --------------------------------- | ---- |
| Goleador de la Serie B de Ecuador | 2011 |